# وب‌آرتی‌سی

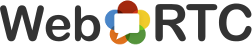
وب‌آرتی‌سی

وب‌آرتی‌سی (به انگلیسی: WebRTC) یک فناوری همتا به همتا برای ارتباط مرورگرهای وب با یکدیگر است. با استفاده از این فناوری مرورگرها می‌توانند مستقیم و بدون نیاز به واسطه‌گری یک کارساز، داده‌ها را به یکدیگر ارسال کنند. وب‌آرتی‌سی شامل رابط‌های برنامه‌نویسی نرم‌افزاری است که با کمک آن‌ها می‌توان بین مرورگرها ارتباط بی‌درنگ ایجاد کرد. مهم‌ترین کاربرد وب‌آرتی‌سی در گپ‌های صوتی و تصویری است.

## تاریخچه
یکی از چالشهای بزرگ برای وب،فراهم کردن راهی برای ارتباط انسان‌ها به وسیله صوت و تصویر بوده‌است.همواره ارتباط بی‌درنگ کاری پیچیده و هزینه بر بوده.در سال ۲۰۰۸ چت ویدوئی گوگل مطرح شد علاوه برا آن در سال ۲۰۱۱ گوگل سرویس Hangouts خود را معرفی کرد.سپس شرکت GIPS را خرید.این شرکت در حال توسعه کامپننت‌هایی بود که لازمه ارتباط بی‌درنگ است.مثل انواع کدک‌ها و تکنیک‌های از بین بردن اکو(Echo suppression and cancellation).
گوگل این تکنولوژی‌ها را سورس باز کرد و به منظور اجماع در آن‌ها مشغول آماده‌سازی استانداردها برای IETF و W3C شد.در ماه مه ۲۰۱۱ اریکسون اولین پیاده‌سازی خودش را از این تکنولوژی(WebRTC) ارائه داد.
WebRTC هم‌اکنون یک پیاده‌سازی استاندارد برای ارتباط بی‌درنگ بدون نیاز به هیچ پلاگینی جهت انتقال داده،صدا و تصویر است.